# تور جهانی اون دختره کیه
تور جهانی "اون دختر کیه" (معروف به تور جهانی اون دختر کیه ۱۹۸۷) (به انگلیسی: Who's That Girl World Tour 1987) مدونا دومین تور کنسرت او بود، که با آلبوم "آبی واقعی" و مجموعه موسیقی فیلم "اون دختر کیه؟" همراه بود. این تور، نخستین سفرهای جهانی مدونا به ژاپن و اروپا بود و از لحاظ موسیقی و فنی بهتر از تورهای قبلی او بود. مدونا با تمرینات فیزیکی آماده شد و با همکاری طراحان لباس، شخصیت‌های ویدئوهایش را به صحنه آورد. نمایش شامل چهار صفحه نمایش ویدئویی، پروژکتورهای چندرسانه‌ای و تغییرات لباس با رقص و موسیقی بود. این تور توسط نقادان تحسین شد و با حضور ۱٫۵ میلیون تماشاچی، به میزان ۲۵ میلیون دلار فروش کرد. همچنین این تور به عنوان «دومین تور با بیشترین درآمد» در سال ۱۹۸۷ شناخته شد.

## کتابشناسی
- Bego, Mark (2000). Madonna: Blonde Ambition. Cooper Square Press. ISBN 0-8154-1051-4.
- Bordo, Susan R.; Heywood, Leslie (2004). Unbearable weight : feminism, Western culture, and the body. University of California Press. ISBN 0-520-24054-5.
- Clerk, Carol (2002). Madonnastyle. Omnibus Press. ISBN 0-7119-8874-9.
- Guilbert, Georges-Claude (2002). Madonna as postmodern myth. McFarland. ISBN 0-7864-1408-1.
- Kellner, Douglas (1995). Media Culture: Cultural Studies, Identity, and Politics Between the Modern and the Postmodern. Routledge. ISBN 0-415-10570-6.
- Layton, Lynne (2004). Who's That Girl? Who's That Boy?: Clinical Practice Meets Postmodern Gender Theory. Routledge. ISBN 0-88163-422-0.
- Martin, Mick; Porter, Marsha (2003). DVD and Video Guide 2004. Ballantine Books. ISBN 0345449940.
- Metz, Allen; Benson, Carol (1999). The Madonna Companion: Two Decades of Commentary. Music Sales Group. ISBN 0-8256-7194-9.
- Morton, Andrew (2002). Madonna. Macmillan Publishers. ISBN 0-312-98310-7.
- Parish, James Robert; Pitts, Michael R. (2003). Hollywood Songsters: Garland to O'Connor. Taylor & Francis. ISBN 0-415-94333-7.
- Rooksby, Rikky (2004). The Complete Guide to the Music of Madonna. Omnibus Press. ISBN 0-7119-9883-3.
- Taraborrelli, Randy J. (2002). Madonna: An Intimate Biography. Simon & Schuster. ISBN 978-1-4165-8346-2.
- Voller, Debbi (1999). Madonna: The Style Book. Omnibus Press. ISBN 0-7119-7511-6.